# 2013年四川泸州连环爆炸事件
2013年四川泸州摩尔商场天然气爆燃事故是2013年12月26日晚上发生在中国四川省泸州市江阳区摩尔玛商场（当地人称摩尔商场商城）的连环爆炸事故，造成了4人死亡和38人受伤，直接经济损失4743万元。目前爆炸的原因初步确定是天然气管道爆燃。

## 经过
爆炸发生两天之前附近小区曾停止供应天然气，恢复供应半小时后发生了爆炸。摩尔商场是一栋六层楼的建筑，目击者称商场的一楼先发生爆炸。商场的一楼和负一楼起火，之后火势迅速蔓延至楼顶和附近的建筑。

## 事故原因
工人在维修摩尔商场大门外中压管道时，错将中压管道与摩尔商场废弃天然气管道碰接。送气过程中，天然气从中压管道通过废弃天然气管道进入商场，在负一楼熟食操作间大量泄漏，并在商场内负一楼顶部扩散形成爆炸性混合气体，达到爆炸極限，遇电器设备用电火源引发爆燃，进而造成大面积燃烧。

## 伤亡
截至至12月27日11时，爆炸造成4人死亡、40人受伤。其中危重伤员2人，重症3人，轻伤33人，有2人已经出院。遇难者名单已经公布，共有三男一女：
- 陈瑞，22岁，男；
- 王帮华，45岁左右，男；
- 陈鹏宇，25岁，女；
- 温金同，55岁，男。

## 影响
事故使得泸州核心区域水井沟商圈一带实行交通管制，公交车亦改道行驶。泸州市的主城区则停止供应天然气，大约在12月27日上午11点恢复。

## 类似事故
- 2012年11月24日，山西省晋中市寿阳县火锅店液化气泄漏引起的爆炸事故，14人死亡，47人受伤